# James Clark Ross
Ne doit pas être confondu avec John Ross (explorateur).
Pour les articles homonymes, voir Ross.
James Clark Ross, né le 15 avril 1800 à Londres et mort le 3 avril 1862 à Aylesbury, est un officier de la Royal Navy, un explorateur polaire et un naturaliste britannique. Il a exploré l'Arctique avec son oncle John Ross et avec William Edward Parry avant de conduire sa propre expédition en Antarctique.

## Biographie

### Enfance
James Clark Ross est né à Londres. Il est le troisième enfant de l'homme d'affaires George Ross, et de sa femme Christian Clark. Son père vient d'une éminente famille du Wigtownshire en Écosse et est le frère aîné de l'explorateur de la Royal Navy John Ross.

### Royal Navy
Très influencé par son oncle John Ross, Ross entre dans la marine peu avant ses douze ans. Il est alors engagé comme « volontaire de première classe » sur le HMS Briseis mais sous l'impulsion de son oncle, il est promu rapidement comme « midshipman » sous son propre commandement. Après six années, ils partent tous les deux sur le HMS Actaeon, naviguant notamment en mer Baltique, en mer Blanche et dans la Manche. Ils sont ensuite affectés au HMS Driver basé sur la côte ouest de l'Écosse.

### Expéditions polaires

#### Première expédition de John Ross
En 1818, James Clark Ross accompagne John Ross, qui à la demande de George Johnstone Hope, part sur le HMS Isabella et le HMS Alexander dans un voyage à la recherche du passage du Nord-Ouest de la mer de Baffin au détroit de Béring. Après les guerres napoléoniennes, les effectifs de la Royal Navy sont faibles et une grosse récompense de 5 000 livres est promise à l'équipage qui dépassera les 110° de longitude ouest. James Clark Ross prend part activement aux recherches scientifiques.
John Ross ne parvient cependant pas à trouver le passage du Nord-Ouest et, à son retour au Royaume-Uni, il est vivement critiqué pour son échec et ne conduira plus d'autres expéditions.

#### Les expéditions de Parry
William Edward Parry, second de John Ross lors de l'expédition, relève cependant le défi en organisant quatre expéditions successives de 1819 à 1828, où Ross prendra une part très importante.

##### Première expédition de Parry

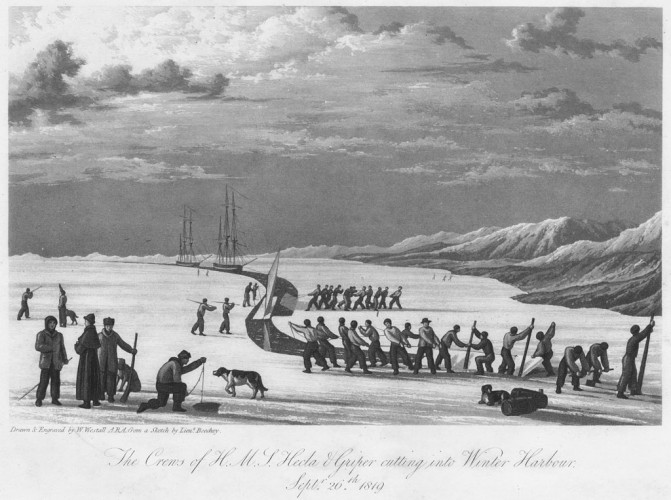
Une gravure d'un journal publié en 1921.

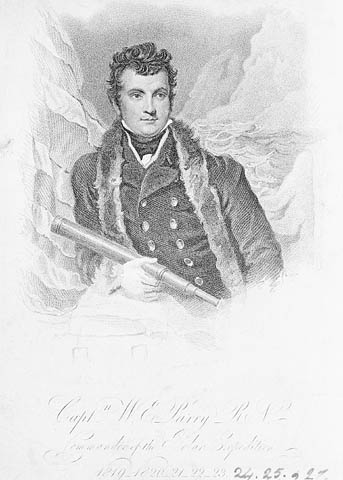
William Edward Parry

L'amirauté renvoie presque immédiatement en 1819 le HMS Hecla et le HMS Griper sous le commandement de Parry dans une expédition arctique et James Clark Ross l'accompagne. Là encore, Ross prend part activement aux recherches scientifiques et Parry l'honore en nommant le cap James Ross de l'île Melville de son nom. Les navires sont régulièrement bloqués par la glace en hiver dans ces zones froides, imposant aux équipages d'hiverner. Ross passe ainsi son premier hiver dans l'Arctique, chose dont il deviendra rapidement coutumier.
Bien que l'expédition, partie pour trouver le passage du Nord-Ouest, soit stoppée à 112° 51', c'est la plus réussie des expéditions arctiques du début du XIXe siècle. En ayant dépassé le 110° ouest, l'équipage empoche la récompense et environ 1 000 km de côtes sont cartographiés.

##### Deuxième expédition de Parry
En mai 1821, Ross accompagne de nouveau Parry dans une expédition avec les navires HMS Hecla et HMS Fury. L'expédition part de la baie d'Hudson mais stoppe au golfe de Boothia en ayant passé deux hivers bloquée par les glaces, le premier à l'île de Winter et le second près d'Igloolik. Effectuant notamment la cartographie des terres, Ross sert également comme naturaliste et botaniste, étudiant les oiseaux, les mammifères marins et les plantes. Il sera le premier à étudier un spécimen de mouette rosée qui, en anglais, prendra son nom (« Ross’s Gull », la « mouette de Ross »). De retour en Angleterre à l'automne 1823, il apprend qu'il a été promu au grade de lieutenant, le 26 décembre 1822. Son travail comme naturaliste est également récompensé en étant accueilli comme membre de la Société linnéenne de Londres.

##### Troisième expédition de Parry
La troisième expédition de Parry en 1824 et 1825, qui utilise les deux mêmes navires, est un désastre car la navigation est particulièrement difficile, retardant la progression vers l'Ouest. Au premier hiver, ils atteignent la crique du Prince Regent. Ross est cette fois-ci second d'Henry Parkyns Hoppner sur le HMS Fury tout en continuant ses études sur la faune, notamment grâce à la taxidermie, et faisant des observations plus diverses telles que sur les températures, le magnétisme, les longitudes ou sur des calculs sur l'épaisseur de la glace d'eau salée. Il participe également aux excursions et explorations sur les terres.
Le HMS Fury s'échoue après avoir été bloqué par les glaces le 1er août sur l'île Somerset à un lieu qui sera baptisé plus tard Fury Beach (la « plage Fury »). Une partie des vivres sont récupérées et le reste est laissé sur place afin de servir éventuellement de dépôt pour d'autres expéditions. Parry ne disposant plus que d'un navire est obligé de regagner le Royaume-Uni pour ne pas risquer d'être bloqué un autre hiver, et le 12 octobre 1825 il est en Angleterre.

##### Quatrième expédition de Parry
C'est le Norvégien Roald Amundsen qui le premier franchit le passage entre 1903 et 1906 après qu'une expédition britannique eut prouvé l'existence du passage.
Ross s'engage de nouveau pour une expédition avec William Edward Parry mais celle-ci n'est pas à la recherche du passage du Nord-Ouest mais veut atteindre le pôle Nord. Ross est alors fait second de Parry. Depuis le Nord-Ouest du Svalbard, l'expédition doit utiliser des canots en les faisant glisser sur des traîneaux jusqu'à l'espérée et mythique mer polaire ouverte.
Le 4 mars 1827, le HMS Hecla fait route et au 21 juin, les canots quittent le navire. Après 100 milles de voile, la partie sur glace du voyage commence mais s'avère vite impossible à cause des conditions climatiques désastreuses, d'une charge par homme trop élevée et de la dérive vers le Sud des glaces qui annihile la progression vers le Nord. Parry est rendu temporairement aveugle par la réverbération de la lumière sur la glace et Ross est blessé en se faisant coincer entre un bateau et un morceau de banquise. L'expédition, gravement ralentie n'atteint pas le degré 83 de latitude nord et Parry rebrousse chemin le 26 juillet, démoralisé après avoir découvert qu'en cinq jours ils n'avaient gagné qu'un kilomètre et demi. Néanmoins, la latitude record de 82° 45' atteinte tiendra jusqu'en 1875, bien qu'étant à environ 500 milles du pôle. Le 6 octobre 1827, Ross a ramené le navire dans la Tamise après que Parry l'eut quitté aux Orcades.
William Edward Parry prend sa retraite militaire peu après pour devenir hydrographe et Ross se retrouve l'officier le plus expérimenté en milieu polaire,. Ross est promu commandant le 8 novembre 1827 et devient membre de la Royal Society le 11 décembre 1828.

#### L'expédition privée de John Ross

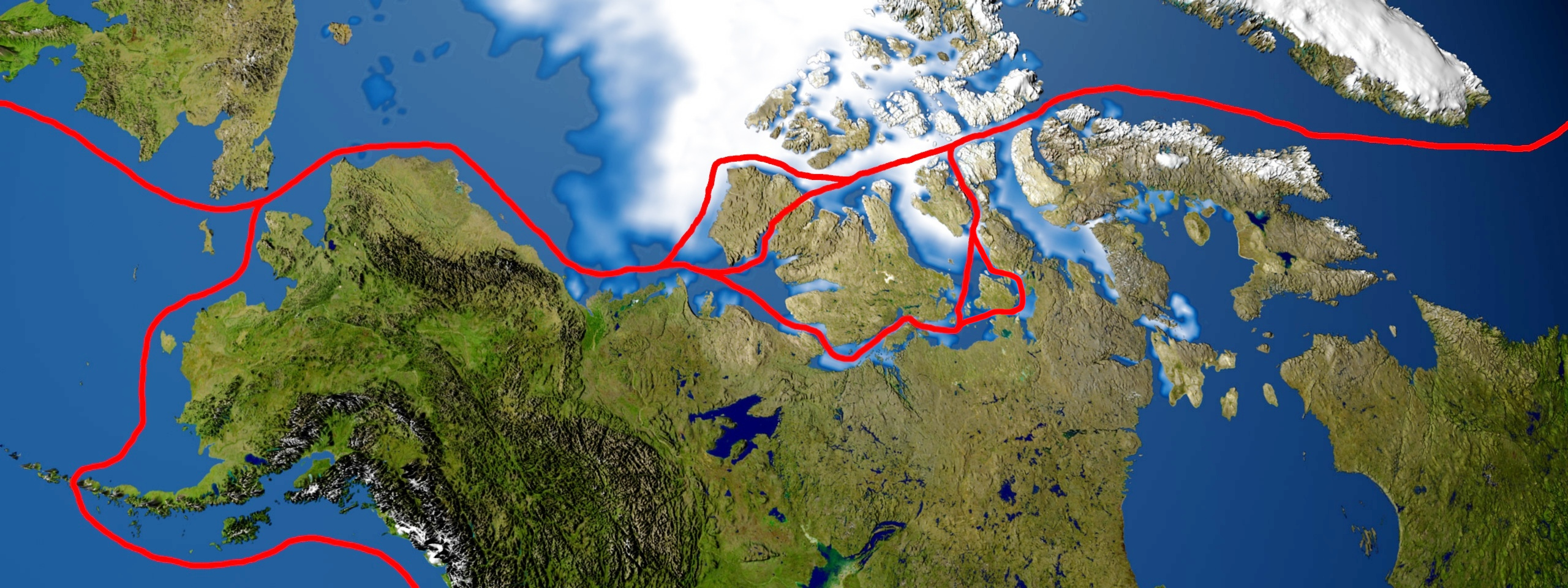
Les routes les plus fréquentées du passage du Nord-Ouest à travers l'archipel arctique canadien.

Son oncle John Ross prépare une expédition financée par des fonds privés pour enfin découvrir le passage du Nord-Ouest. Le bateau à vapeur à roues à aubes Victory appareille d'Écosse le 13 juin 1829 avec en remorque le tender Krusenstern (le Victory était pourvu de roues à aubes démontables et d'un moteur expérimental construit par John Ericsson. L'engin posera des problèmes durant le premier hiver et sera démonté pour être abandonné). Après un arrêt sur la côte ouest du Groenland, l'expédition file à l'Ouest jusqu'à la crique du Prince Regent où les restes du HMS Fury permettent de se ravitailler. Là encore, le bateau peine à se mouvoir et doit se résigner à hiverner à Felix Harbour.
Durant cet hiver, James Clark Ross explore les terres et découvre que la terre où il se trouve est, comme le lui avait dit les autochtones inuits, une péninsule et non une île malgré son espoir de la contourner par le côté nord ou le côté sud. Il traversa le détroit, qui porte aujourd'hui son nom, entre cette péninsule et la future île du Roi-Guillaume découvrant ainsi l'île Matty et le cap Felix.
John Ross nomme la péninsule « Boothia » en l'honneur de Felix Booth, le dirigeant britannique d'une distillerie de gin qui finance son expédition. John Ross rencontre une importante communauté inuite qu'il a décrite comme vivant dans des « snow cottages » (littéralement des « chalets de neige », c'est-à-dire les igloos). Ces premiers contacts seront primordiaux pour la survie de l'expédition et les observations ethnologiques faites seront d'importance. En effet, la glace ne permet pas au Victory de bouger lors de l'été 1830, obligeant à un nouvel hivernage. John Ross découvre lors de ce second hiver le moyen de se prémunir du scorbut, c'est-à-dire en mangeant beaucoup de gras selon le régime alimentaire des Inuits qui s'étaient installés près du bateau.
Le 1er juin 1831, James Clark Ross parvient, au cours d'une virée à terre de 28 jours, à situer le pôle Nord magnétique sur un point de la côte ouest de la péninsule Boothia, érige l’Union Jack et un cairn et nomme la terre « île du Roi-Guillaume » en l'honneur de Guillaume IV du Royaume-Uni. La découverte est d'importance car elle permet aux navigateurs du monde entier d'utiliser leur boussole avec une plus grande précision.

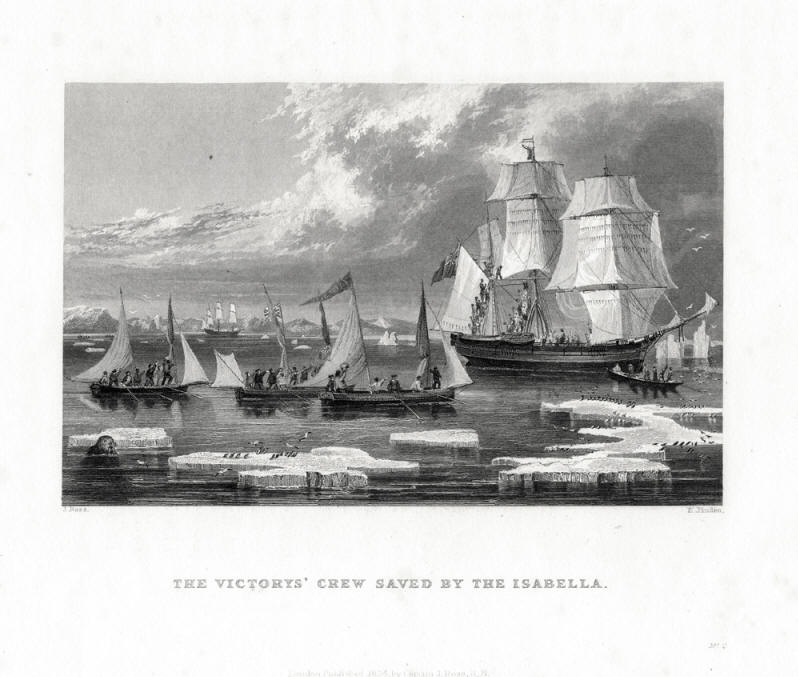
L'équipage du Victory sauvé par l' Isabella

Encore une fois, le Victory ne peut bouger lors de l'été suivant, décidant John Ross à abandonner son navire dès que les conditions climatiques se feraient plus clémentes, jusqu'à Fury Beach. Cependant, malgré cela, un quatrième hivernage doit être pris à la crique du Prince Regent où un abri est bâti. Les chaloupes abandonnées du HMS Fury échoué sont réparées et le 14 août 1833, la mer se dégage lentement, permettant à l'expédition d'être récupérée en mer, le 26 août par le baleinier HMS Isabella. Coïncidence, il s'agit du navire que pilotait John Ross à sa première expédition.
À leur retour en Angleterre, le roi Guillaume IV du Royaume-Uni reçoit les deux Ross. Les membres de l'expédition sont les premiers à survivre pendant une aussi longue période dans l'Arctique, tout en ayant limité les pertes humaines à trois hommes James Clark Ross reçoit le 28 octobre 1834 une promotion au grade de captain et est affecté au HMS Victory basé à Portsmouth. Il est remercié officiellement par la « Court of Common Council » de la municipalité de Londres et reçoit en présent une médaille plaquée en argent des membres de l’Arctic Land Expedition, un des groupes qui s'était organisé pour effectuer une opération de recherche et de sauvetage de l'expédition si elle n'était pas revenue. Son oncle John Ross est également unanimement félicité et devient notamment consul de Grande-Bretagne en Suède de 1839 à 1846 et se lancera dans une dernière expédition. John Ross s'exprime publiquement sur la faiblesse du moteur du Victory, ce qui lui vaut un duel par médias interposés avec le fabricant.

#### L'étude sur le magnétisme
Avec sa découverte dont il tire le livre On the position of the North Magnetic Pole (1834), James Clark Ross s'impose comme une autorité sur le magnétisme terrestre, si bien qu'il est chargé de diriger une étude magnétique en Grande-Bretagne. Elle se déroule de 1835 à 1838 mais est interrompue en décembre 1835 où Ross est désigné pour prendre le commandement du HMS Cove dans une mission de secours à onze baleiniers bloqués en mer par la glace dans le détroit de Davis. Quand il parvient là-bas, en janvier 1836, une partie des pêcheurs ont déjà pu se dégager. Il peut donc reprendre son étude en août.
Avec huit hivers et quinze saisons en mer dans les régions de l'Arctique, il dispose d'une expérience inégalée. On lui doit d'être anobli pour ses services rendus mais, pour une raison inconnue, il refuse.

#### L'expédition scientifique de James Clark Ross

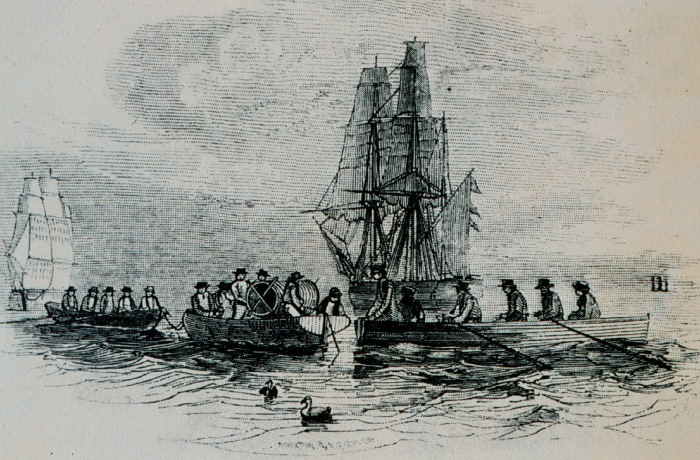
Le et le, les navires de Ross lors de l'expédition scientifique de 1839 à 1843.

Fort de son expérience des missions polaires, de la navigation à travers le « pack » et de ses connaissances sur le magnétisme, Ross est choisi pour accomplir le dernier souhait de John Barrow, second de l'Amirauté, pour commander entre 1839 et 1843 l'exploration scientifique des navires HMS Erebus (370 tonnes) et HMS Terror (340 tonnes) dans les latitudes extrêmes du Sud de la Terre. Les deux navires sont d'anciennes bombardes gréées en trois-mâts barques et à la coque renforcée. Ce type de navire peu commun dispose d'une coque épaisse développée à l'origine pour encaisser le recul des tirs des mortiers qu'il transporte.
L'expédition a pour but, sous le parrainage de la Royal Society, d'étudier le magnétisme terrestre, afin de confronter la formule de Carl Friedrich Gauss permettant de donner les éléments du champ magnétique terrestre indépendamment de la zone géographique avec des mesures de terrain comme le préconise le géographe Alexander von Humboldt. L'équipage est composé de militaires dont les médecins et naturalistes Robert McCormick, John Robertson et David Lyall, seul le naturaliste Joseph Dalton Hooker est civil. Francis Crozier est responsable du second navire.
Les précédents voyages de James Cook, notamment celui de 1772-1775 à bord des charbonniers HMS Resolution et HMS Adventure, avaient permis d'avoir une quasi-certitude que si un continent austral existait, il ne se trouvait pas proche d'une voie facilement navigable.

Trajet des deux navires.

Les navires, particulièrement bien équipés, quittent le Royaume-Uni le 19 septembre 1839, font escale à Port-Christmas et explorent les îles Kerguelen en 1840, puis gagnent la Tasmanie pour y faire construire un observatoire magnétique avant de rejoindre l'Antarctique. Pendant la traversée, un ouragan sépare les deux navires et le bosco de l’Erebus disparaît en mer.
À Hobart à l'automne austral 1840, il arrive trop tard pour revendiquer être le premier explorateur à avoir posé le pied en Antarctique, le Français Jules Dumont d'Urville ayant déclaré avoir atteint le 22 janvier 1840 à bord de l’Astrolabe et de La Zélée ce qu'il nommera la Terre Adélie. De plus, le gouverneur de Tasmanie John Franklin le prévient que l'expédition de l'Américain Charles Wilkes prévoit de naviguer dans la même zone que celle que prévoyait de visiter Ross. Il choisit donc bon gré mal gré le secteur du méridien 170 pour ne pas interférer avec les autres expéditions, ce qui lui permettra de faire des découvertes spectaculaires.
Après le départ du port d'Hobart en novembre 1840, l'entrée dans le pack se fait début janvier. Le cap Adare au 71° est atteint et l'eau exceptionnellement libre permet aux navires de poursuivre plus au Sud en longeant la Terre Victoria jusqu'à dépasser le record de latitude de James Weddell. Cependant les navires sont stoppés fin janvier à 77° 10', au niveau d'une baie, après un de leurs parcours en mer par une barrière de glace. La mer et la barrière porteront le nom de Ross et la baie est nommée « détroit de McMurdo » en l'honneur d'Archibald McMurdo, lieutenant de Ross sur le HMS Terror. Une île est découverte mais Ross pense qu'elle est liée à la Terre Victoria et ne lui donne pas de nom. Ce n'est que bien plus tard, au cours de l'expédition Discovery (1901-1904) que l'explorateur Robert Falcon Scott lui donne le nom d'« île de Ross ». Cette île sera, pour de nombreuses expéditions polaires, un point de départ. Deux des trois volcans de l'île sont découverts et baptisés selon la coutume qui veut que les bombardes d'exploration donnent leurs noms aux volcans : le mont Erebus (3 794 m), le volcan actif le plus proche du pôle Sud, et le mont Terror (3 230 m), endormi. Le 6 avril 1841, les navires rentrent à Hobart et se préparent à repartir avec l'objectif d'étudier la barrière de Ross.
Ce deuxième voyage de l'expédition est rapidement annulé à cause du temps. Ross tente d'étudier la grande barrière de corail en novembre 1841 puis hiverne aux îles Malouines face aux conditions climatiques désastreuses. Le troisième voyage est fait en mer de Weddell mais arrivés en mars 1843 les navires ne percent qu'à 71° 30' et font demi-tour.

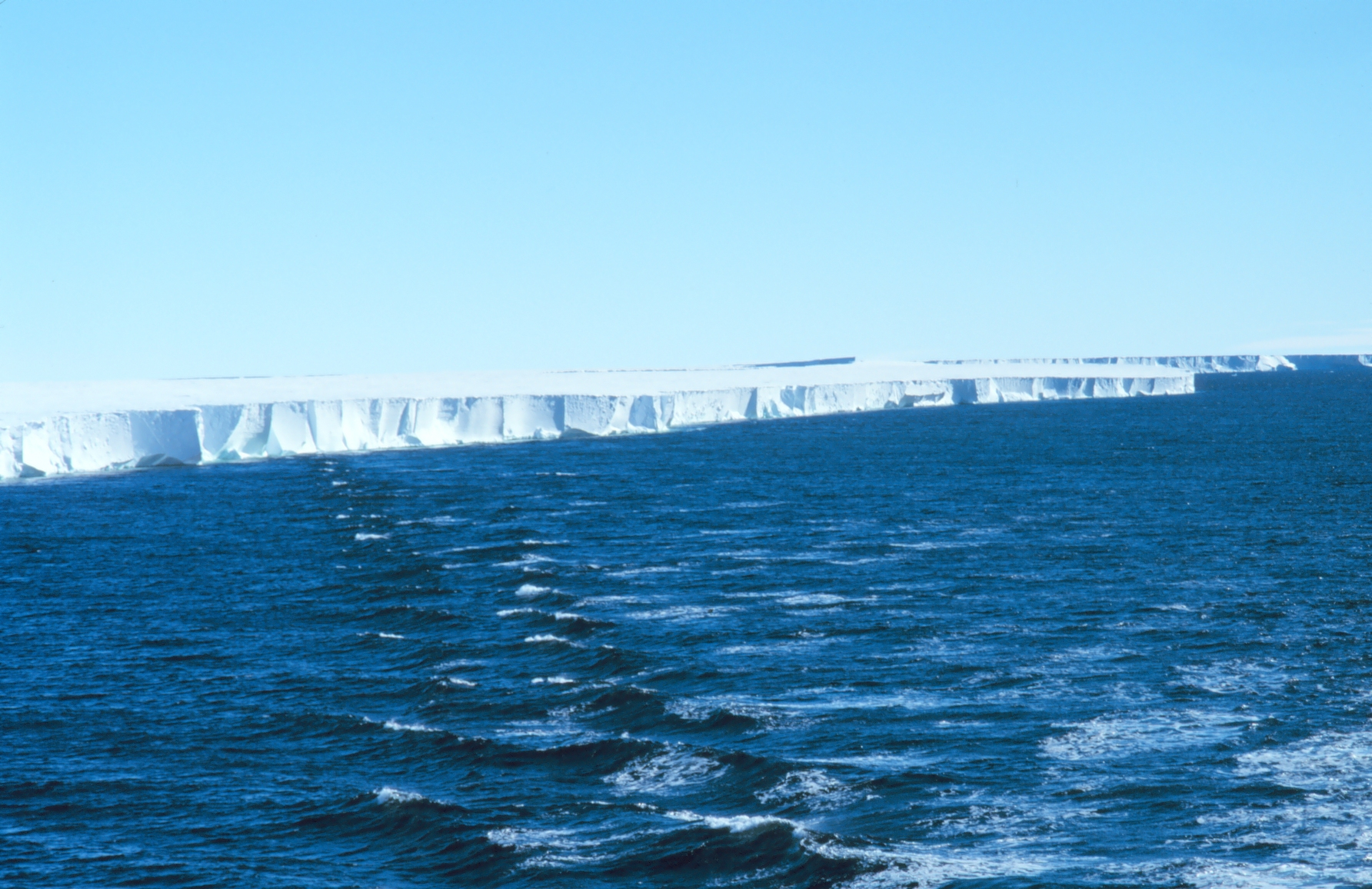
La barrière de Ross, en 1997

L'expédition, notamment sa première partie, permet donc de cartographier une grande partie de la côte du continent et de faire un grand nombre de découvertes. Cependant après ces trois tentatives, Ross doit admettre que le pôle Sud magnétique se situe à l'intérieur des terres et qu'il ne pourra pas l'atteindre. C'est aussi au cours de ce voyage que Ross réalise les premiers sondages à grande profondeur, jusqu'à 4 000 m au large du cap de Bonne-Espérance et un jour 7 300 m sans toucher le fond, au moyen de cordages de chanvre mais ces mesures à de telles profondeurs sont entachées de biais méthodologiques (frottement important dans l'eau, corde non verticale). Ross fera son possible lors de ces quatre années, pour que le naturaliste Joseph Dalton Hooker puisse travailler à son aise mais certains des spécimens biologiques récoltés, non traités à temps, se décomposeront et seront perdus.[réf. nécessaire]

### Court retour au Royaume-Uni
En septembre 1843, à son retour au Royaume-Uni, il accepte finalement d'être fait « chevalier » et se marie à Ann Coulman le 18 octobre 1843 assurant à sa nouvelle femme de ne plus faire d'expédition. Le livre The Zoology of the Antartic Voyage of HM Ships Erebus and Terror (La Zoologie du voyage antarctique des navires Erebus et Terror), publié en 1843 par J.E. Gray et John Richardson, donne la première description de référence du manchot empereur. Faute d'observations scientifiques, cet animal fut considéré plusieurs décennies comme la forme transitionnelle probable entre reptiles et oiseaux.
Il vit cinq années à Aylesbury et a quatre enfants puis écrit A Voyage of Discovery and Research to Southern and Antarctic Regions (Un voyage de découverte et d'étude des régions australes et antarctiques), publié en 1847.
Il faudra près de cinquante ans pour que l'Antarctique, malgré ses découvertes, ne soit réellement remis au centre des attentions des explorateurs, notamment par l'exploration de sa surface. Seuls les baleiniers et les phoquiers suivront ses traces durant cette période.

### À la recherche de John Franklin

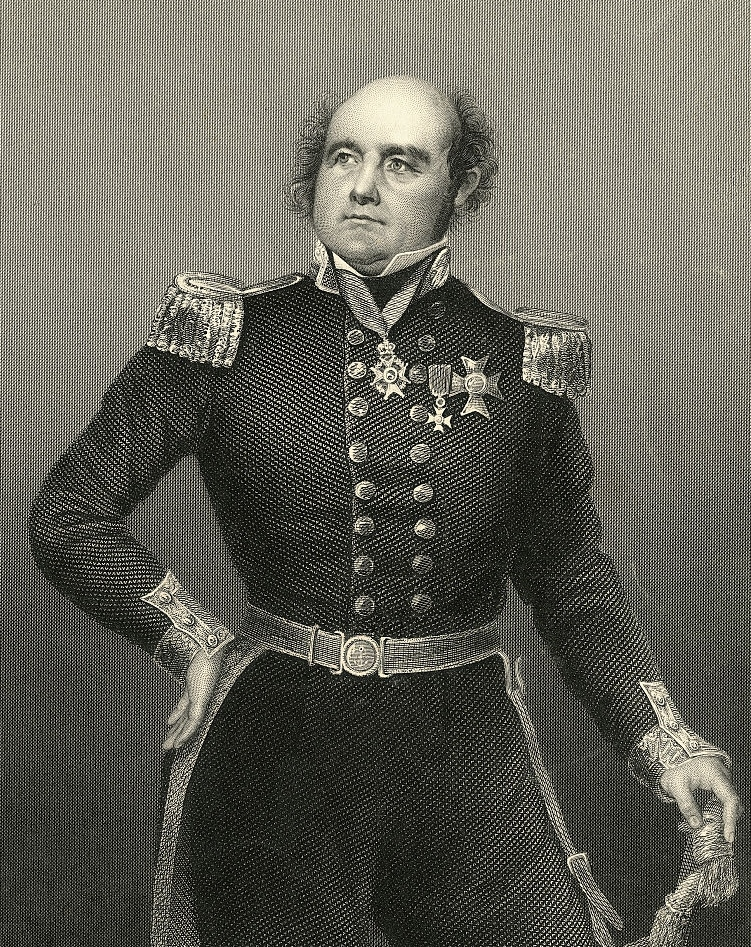
John Franklin

Il est élu à la Royal Society en 1848 et part, malgré sa promesse, à la recherche de l'ancien gouverneur de Tasmanie John Franklin. Franklin tentait lui aussi de trouver le passage du Nord-Ouest dans une troisième tentative personnelle à bord des navires utilisés par Ross lors de sa grande expédition. John Ross, l'oncle de James Clark Ross est l'un des premiers à s'inquiéter publiquement de la disparition  de Franklin. James Clark Ross navigue en tant que capitaine du HMS Enterprise et est accompagné du HMS Investigator. Une forte récompense est promise à celui qui le retrouvera et une quarantaine de bateaux se lancent également à la recherche de l'expédition de Franklin. Malgré un hivernage, la recherche de Ross est infructueuse et il retourne en Angleterre en 1849.
Parmi les hommes qui l'accompagnaient dans cette mission de recherche se trouvaient notamment Robert McClure, qui prouvera plus tard l'existence du passage du Nord-Ouest, et Francis Leopold McClintock qui trouvera bien plus tard les restes de l'expédition de Franklin. Les Inuits fournissent des informations permettant de réduire le champ des recherches, lesquelles se portent sur l'embouchure de la « Great Fish River » (la rivière Back dans le Nunavut actuel). Un cairn est retrouvé dix ans après le départ de Franklin, avec des messages qui permettent de retracer le parcours de l'expédition. Les réserves de vivres pour trois ans de l'expédition auraient été mal mises en conserve, des défauts dans leur soudure au plomb compromettant leur étanchéité et provoquant saturnisme et botulisme. Franklin et ses 129 hommes sont ainsi morts sur la glace, bien que certains aient tenté de rejoindre la civilisation par voie de terre.
En 1856, Ross est fait contre-amiral de la Royal Navy. Sa femme meurt en 1857 et il meurt quelques années plus tard le 3 avril 1862 à Aylesbury.

## Postérité

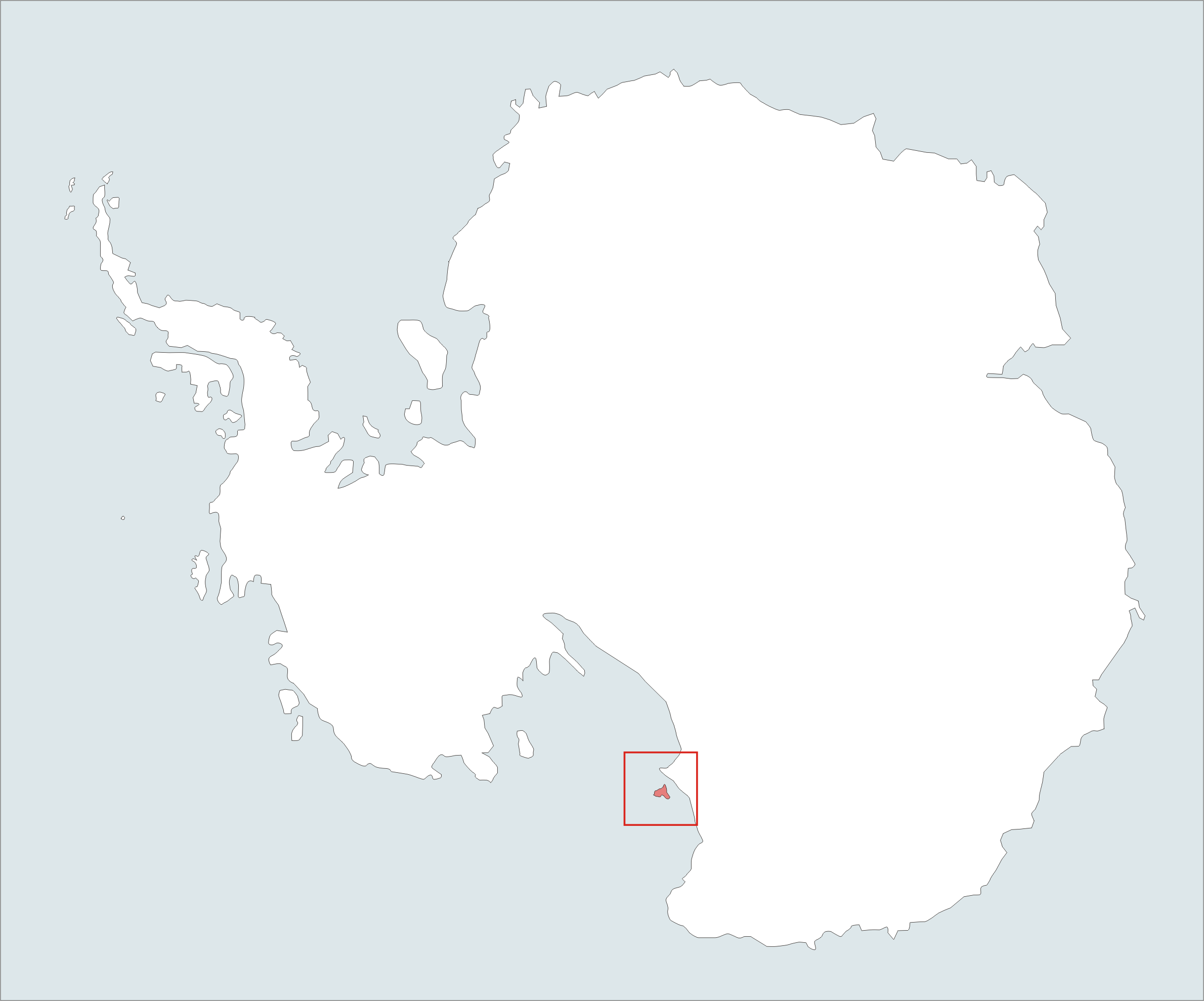
Position de l'île de Ross en Antarctique.

Plusieurs lieux ont été baptisés en souvenir ou en l'honneur de Sir James Clark Ross :
- la barrière de Ross, aujourd'hui plateforme de glace de Ross, plus grande plateforme de glace de l’Antarctique
- l'île de Ross, où se trouvent les volcans Erebus et Terror, en Antarctique
- l'île James-Ross située au large de l'extrémité nord-est de la péninsule Antarctique
- la mer de Ross en Antarctique
- le mont Ross (1 850 m), point culminant des îles Kerguelen, France
- le détroit de James Ross entre la péninsule Boothia et l'île du Roi-Guillaume, Canada
- le cap James Ross de l'île Melville, Canada
- le fort Ross, un ancien poste de commerce de l'île Somerset créé par la Compagnie de la Baie d'Hudson
- la dépendance de Ross, région de l'Antarctique revendiquée par la Nouvelle-Zélande
- la ville de Ross en Californie
- le cratère lunaire Ross, en l'honneur conjointement de James Clark Ross et de Frank Elmore Ross
- le RRS James Clark Ross, navire de recherche de la British Antarctic Survey[26]

Et plusieurs espèces animales :
- le phoque de Ross (Ommatophoca rossi)
- la mouette rosée ou « mouette de Ross » (Rhodostethia rosea), en anglais : Ross's Gull
- Notothenia rossii est un poisson des glaces de la famille des Nototheniidae

La maison de James Clark Ross à Londres porte une plaque en sa mémoire.

## Botanique
Une abréviation standard est attribuée à James Clark Ross. Il fut vraisemblablement botaniste amateur mais il eut surtout la responsabilité d'herbiers lors d'explorations.

#### Par James Clark Ross

Carte de l'île de Ross, 77° 30’ de latitude sud, 168° 00’ de longitude est.
Elle sera l'une des principales base de départ vers le pôle Sud pour le Commonwealth lors de l'âge héroïque de l'exploration en Antarctique.

- (en) James Clark Ross, On the position of the North Magnetic Pole, Royal Society of London, Philosophical Trans., CXXIV, 1834.
- (en) James Clark Ross, A voyage of discovery and research in the southern and Antarctic regions during the years 1839–43, 2v., Londres, 1847.

#### Par John Ross
- (en) John Ross, Narrative of a second voyage in search of a north-west passage, and of a residence in the Arctic regions during the years 1829, 1830, 1831, 1832, 1833... including the reports of Commander... J. C. Ross, and the discovery of the Northern Magnetic Pole, première édition, Londres, 1834; seconde édition, 1835.
- (en) John Ross, A voyage of discovery, made under the orders of the Admiralty, in his majesty’s ships Isabella and Alexander, for the purpose of exploring Baffin’s Bay, and inquiring into the probability of a north-west passage, Londres, 1819.

#### Par d'autres auteurs
- (en) J.E. Gray et John Richardson, The Zoology of the Antartic Voyage of HM Ships Erebus and Terror, 1843.
- (en) Ernest S. Dodge, The polar Rosses : John and James Clark Ross and their explorations, Londres, 1973.
- (en) M. J. Ross, Polar Pioneers : John Ross and James Clark Ross, 1994, 435 pages.  (ISBN 0773512349)
- Bertrand Imbert et Claude Lorius, Le grand défi des pôles, Découvertes Gallimard, coll. « série histoire », 2006 (1re éd. 1987), 159 p..